# Сопач азовський
Сопач азовський, або перкарина азовська (Percarina maeotica) — вид сопачів (Percarina). Виділення сопача азовського в окремий вид не є загальноприйнятим. Так, за даними окремих авторів цей вид розглядається як підвид сопача чорноморського, і вказується під назвою Percarina demidoffii maeotica Kuznetsov, 1888.

## Ареал
Поширений у східній і північно-східній частинах Азовського моря, в затоках Таганрозькій і Темрюцькій, Ахтанізовському лимані, дельті Кубані, рідше в дельті Дону.

## Біологія
Солонуватоводна демерсальна риба. Здатна іноді підійматись у товщу води, де утворює спільні зграї разом із тюлькою. Статева зрілість наступає на другому році життя. Нерестує порційно з травня по липень, найінтенсивніше в червні і липні при температурі води 18-26°C. Ікра донна, дрібна, дещо клейка, вкривається частками мулу і залишається у розсипаному стані на дні. Плодовитість до 3 тисяч ікринок. Живлення змішане, переважно безхребетними (веслоногі ракоподібні, личинки молюсків, мізиди, тощо), також личинками та мальками риб.